# Formel-E-Rennstrecke Putrajaya
Die Formel-E-Rennstrecke Putrajaya war ein temporärer Stadtkurs in Putrajaya (Malaysia) für Rennen der FIA-Formel-E-Meisterschaft. Am 22. November 2014 fand im Rahmen der Saison 2014/15 erstmals ein Rennen auf der 2,56 km langen Strecke statt, das von Sam Bird (Virgin Racing Formula E Team) gewonnen wurde.

## Streckenbeschreibung
Die Strecke wurde von Simon Gibbons entworfen und in Zusammenarbeit mit der FIA, der Formel E und dem lokalen Promoter Formel-E-Malaysia geplant. Sie führte im Uhrzeigersinn über öffentliche Straßen und bestand aus 14 Kurven.